# Jean-Gaël Percevaut
Jean-Gaël Percevaut (Tolosa, 28 settembre 1971) è un ex cestista francese.

## Palmarès
- Tournoi des As: 1

Pau-Orthez: 1991